# Dörfles-Esbach
Dörfles-Esbach est une commune allemande, située en Bavière, dans l'arrondissement de Cobourg.